# Choco Chip Creek
Choco Chip Creek – stalowa rodzinna kolejka górska firmy Vekoma otwarta 27 kwietnia 2024 roku w strefie tematycznej Sweet Valley w parku rozrywki Energylandia w Zatorze, w Polsce. Jest kolejką typu mine train, tj. stylizowaną na kolejkę kopalnianą.

## Historia
W połowie grudnia 2017 park ogłosił wyniki zapytania ofertowego na trzy nowe kolejki górskie, w tym roller coaster typu mine train.
14 stycznia 2020 roku wszczęte zostało na wniosek parku postępowanie administracyjne w sprawie zmiany decyzji o uwarunkowaniach środowiskowych, dotyczącej budowy dwóch nowych stref tematycznych: tworzonej w latach 2019–2021 strefy Aqualantis, a także nowej, nieogłoszonej wtedy jeszcze przez park strefy Sweet Valley, której częścią ma być nowy roller coaster typu mine train.
W maju 2021 roku park ukończył budowę toru kolejki i rozpoczął przejazdy testowe.
W październiku 2021 roku park ogłosił oficjalnie budowę nowej strefy Sweet Valley, a wraz z nią dwóch nowych kolejek górskich. Niedługo później ujawnione zostały także nazwy nowych kolejek górskich: Choco Chip Creek oraz Honey Harbour.
Kolejka została otwarta 27 kwietnia 2024 roku.

## Opis przejazdu
Pociąg opuszcza stację, skręca o 90° w prawo i rozpoczyna wjazd na pierwszy z trzech łańcuchów wyciągowych. Ze szczytu wzniesienia zjeżdża prawoskrętną spiralą, po czym pokonuje jeszcze dwie: lewo- i prawoskrętną, następnie przejeżdża przez niskie wzniesienie, pokonuje prawy i lewy łuk o 180°, zostaje wyhamowany, skręca o 135° w lewo i rozpoczyna wjazd na drugi z trzech wyciągów, biegnący równolegle do pierwszego. Ze szczytu drugiego wzniesienia zjeżdża symetrycznie do pierwszego spadku spiralą lewoskrętną, zawraca o 180° w prawo i pokonuje drugą lewoskrętną spiralę, po czym podjeżdża do góry spiralą prawoskrętną i znów zostaje wyhamowany, po czym skręca o 90° w lewo i rozpoczyna wjazd na trzeci i ostatni wyciąg łańcuchowy. Z ostatniego wzniesienia pociąg zjeżdża spiralą prawoskrętną, skręca o 180° w lewo i pokonuje wzniesienie, następnie w krótkim czasie wykonuje dwa zakręty o 180° w prawo i lewo, prowadzące na wzniesienie, z którego zjeżdża ciasną prawoskrętną spiralą, zostaje wyhamowany i wraca na stację.

## Tematyzacja
Kolejka tematyzowana jest na nawiązującą do strefy Sweet Valley ("Słodka Dolina") kolejkę w kopalni czekolady. Przedni wagon każdego pociągu stylizowany jest na lokomotywę parową. Tor kolejki czekoladowobrązowy, podpory ciemnozielone.